# Cataratas de Gouina
Las cataratas de Gouina (en francés: Chutes de Gouina) son un gran salto de agua africano que se encuentra en el río Senegal, a 80 km al sureste de la ciudad de Kayes en dirección a Bafoulabé, en Malí. El río, de una anchura de 430 m en ese punto, cae desde una altura de aproximadamente 15 m. El caudal varía considerablemente y puede aumentar de 3 m³ / s en mayo a 5000 m³ / s en octubre (los valores extremos registrados en la boca).